# 곁사슬
곁사슬(영어: side chain), 또는 측쇄(測銷)는 유기화학과 생화학에서 주사슬 또는 골격이라고 불리는 분자의 핵심 부분에 붙어있는 화학 그룹이다. 곁사슬은 더 큰 탄화수소의 골격에 붙어있는 분자의 분지된 탄화수소 부분이다. 곁사슬은 분자의 특성과 반응성을 결정하는 한 요인이다. 곁사슬은 펜던트 사슬이라고도 하지만, 펜던트기(측기)와는 다르게 정의된다.

## 관례
곁사슬
측쇄
펜던트 사슬
고분자 사슬에서 올리고머 또는 중합체 분지(가지).
주
1. 올리고머 분지는 짧은 사슬 분지로 명명될 수 있다.
2. 중합체 분지는 긴 사슬 분지로 명명될 수 있다.

"R"은 화합물의 구조식에서 일반적으로 알킬기(포화 탄화수소)를 나타내는 곁사슬로 자주 사용된다. 화합물의 구조식에서 비탄소 작용기는 "X", "Y" 또는 "Z"로 나타낸다.

## 역사
"R" 기호는 19세기에 프랑스의 화학자 샤를 프레데릭 게라르트(Charles Frédéric Gerhardt)에 의해 소개되었다. 그는 여러 유럽의 언어에서 "근원(root)" 또는 "잔여물(residue)"이라는 의미로 널리 사용되는 단어의 첫 단어인 "R"을 따옴으로써 널리 인식되고 이해될 수 있을 것이라는 것을 근거로 들어 "R" 기호의 채택을 주장했다. 이 용어는 영어로는 "radical"로 번역(라틴어 "radix"에서 유래됨)되었고, 라틴어 "radix"는 영어로 "root", 라틴어 "residuum"은 영어로 "residue"라는 의미를 갖고 있다. 프랑스어로 "racine"은 영어의 "root"라는 의미를 가지고 있으며, "résidu"는 "residue"라는 의미를 가지고 있다. 그리고 독일어로 "Rest"는 영어의 "remnant"라는 의미를 가지고 있으며, 화학에서는 "residue"와 "radical"이라는 의미를 모두 지니고 있다.

## 용법

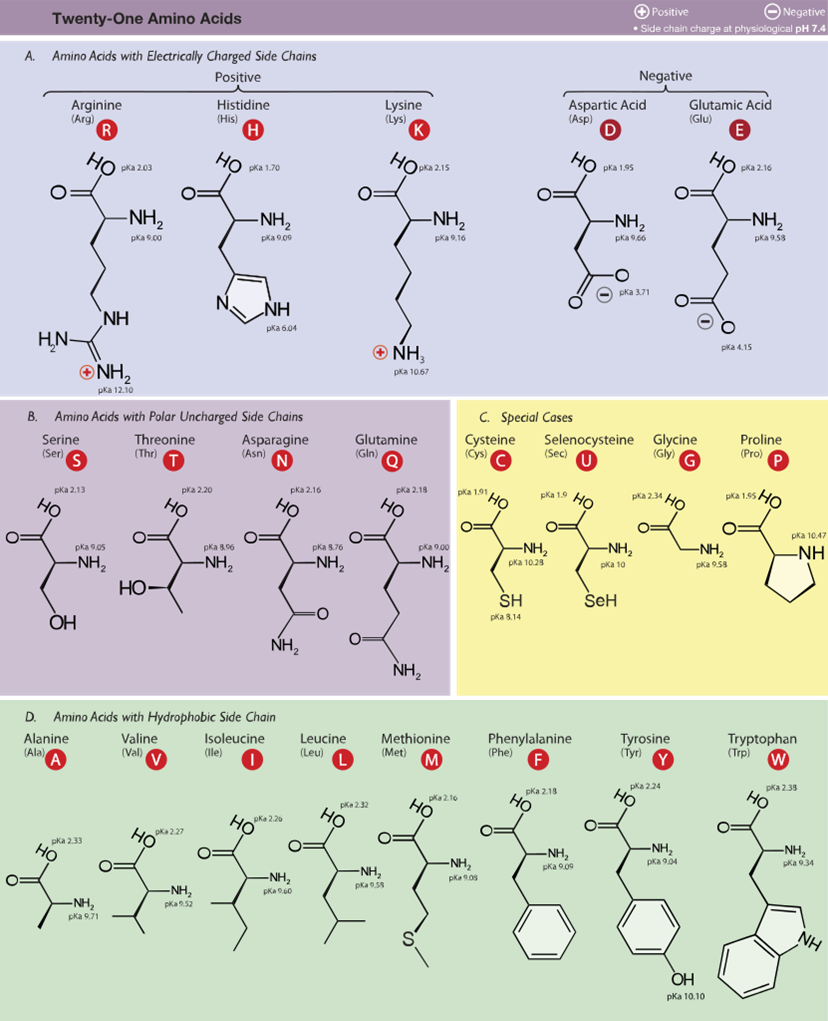
아미노산 표

### 유기화학
고분자과학에서 올리고머의 가지 또는 중합체의 가지의 곁사슬은 중합체의 골격 사슬로부터 확장된다. 곁사슬은 중합체의 특성, 주로 결정화도(crystallinity)와 밀도에 주목할만한 영향을 미친다. 올리고머 가지는 짧은 사슬 가지로 말할 수 있고, 중합체 가지는 긴 사슬 가지로 말할 수 있다. 측기(펜던트기)는 측쇄(곁사슬)과는 다르다. 측기는 올리고머도 중합체도 아니다.

### 생화학
아미노산 잔기로 구성된 단백질에서, 곁사슬은 아마이드 골격의 알파 탄소 원자에 부착되어 있다. 알파 탄소에 연결된 곁사슬은 각각의 아미노산에 특이적이고, 아미노산의 전하 및 극성을 결정하는 역할을 한다. 또한 아미노산의 곁사슬은 적절한 단백질 접힘 및 단백질의 기능을 유도하는 많은 상호작용을 일으킨다. 극성이 비슷한 아미노산들은 보통 서로 끌어당기고, 반면 비극성 및 극성 곁사슬들은 보통 서로 밀어낸다. 비극성/극성 상호작용은 단백질 전체에서 상대적으로 많이 일어나기 때문에 2차 구조를 안정화시키는데 중요한 역할을 할 수 있다.

## 같이 보기
- 알킬기
- 골격 (화학)
- 분지 (화학)
- 작용기
- 펜던트기
- 치환기